# Robin Östlind
Robin Östlind (sinh ngày 14 tháng 3 năm 1990) là một cầu thủ bóng đá người Thụy Điển thi đấu cho Falkenbergs FF ở vị trí tiền đạo.